# 37706 Trinchieri
37706 Trinchieri è un asteroide della fascia principale. Scoperto nel 1996, presenta un'orbita caratterizzata da un semiasse maggiore pari a 2,3184410 au e da un'eccentricità di 0,1739757, inclinata di 5,35801° rispetto all'eclittica.
L'asteroide è dedicato all'astronoma italiana Ginevra Trinchieri.